# Ashiaman
Ashiaman – miasto w południowej Ghanie, w zespole miejskim Akry, w regionie Wielka Akra. Około 150 tys. mieszkańców.